# Ірбід
Ірбід (араб. إرْبِد), за античної доби Арбела (дав.-гр. Άρβηλα) або Арабелла (лат. Arabella) — третє за величиною місто Йорданії. Лежить на півночі країни, являючись адміністративним центром провінції Ірбід. За переписом 2015 року в межах Ірбіду проживало 502 714 особи та 1 911 600 — в межах агломерації.

## Географія
Місто лежить посеред родючого плато в історичній області Галаад на відстані близько 70 км від Амману, столиці країни, та приблизно 20 км на південь від кордону із Сирією. Ірбід є основним транспортним вузлом транспорту між Амманом, Сирією на півночі та Ель-Мафраком на сході. Поруч із Ірбідом розташовані численні стародавні міста, зокрема Пелла, Капітоліда та Умм-Кайс. Станом на 2010 рік площа Ірбіду складала 30 км2, з якої житлова зона становила 74,3%.

### Клімат
Місто знаходиться у зоні, котра характеризується середземноморським кліматом. Найтепліший місяць — липень із середньою температурою 25 °C (77 °F). Найхолодніший місяць — січень, із середньою температурою 8.9 °С (48 °F).
| Клімат Ірбіда           | Клімат Ірбіда | Клімат Ірбіда | Клімат Ірбіда | Клімат Ірбіда | Клімат Ірбіда | Клімат Ірбіда | Клімат Ірбіда | Клімат Ірбіда | Клімат Ірбіда | Клімат Ірбіда | Клімат Ірбіда | Клімат Ірбіда | Клімат Ірбіда |
| Показник                | Січ.          | Лют.          | Бер.          | Квіт.         | Трав.         | Черв.         | Лип.          | Серп.         | Вер.          | Жовт.         | Лист.         | Груд.         | Рік           |
| Абсолютний максимум, °C | 22            | 27            | 30            | 36            | 37            | 38            | 40            | 41            | 38            | 37            | 32            | 26            | 41            |
| Середній максимум, °C   | 11            | 12            | 15            | 21            | 25            | 27            | 29            | 29            | 28            | 25            | 18            | 13            | 21            |
| Середня температура, °C | 8             | 9             | 12            | 17            | 20            | 23            | 25            | 25            | 23            | 21            | 15            | 10            | 17            |
| Середній мінімум, °C    | 5             | 6             | 8             | 12            | 15            | 18            | 20            | 20            | 19            | 16            | 11            | 7             | 13            |
| Абсолютний мінімум, °C  | −7            | −3            | −2            | 1             | 4             | 7             | 11            | 11            | 11            | 7             | 1             | −7            | −7            |
| Днів з дощем            | 13            | 14            | 12            | 6             | 3             | 1             | 0             | 0             | 1             | 5             | 9             | 12            | 76            |
| Днів зі снігом          | 0             | 1             | 0             | 0             | 0             | 0             | 0             | 0             | 0             | 0             | 0             | 0             | 1             |
| ----------------------- | ------------- | ------------- | ------------- | ------------- | ------------- | ------------- | ------------- | ------------- | ------------- | ------------- | ------------- | ------------- | ------------- |
| Джерело: Weatherbase    |               |               |               |               |               |               |               |               |               |               |               |               |               |

## Історія

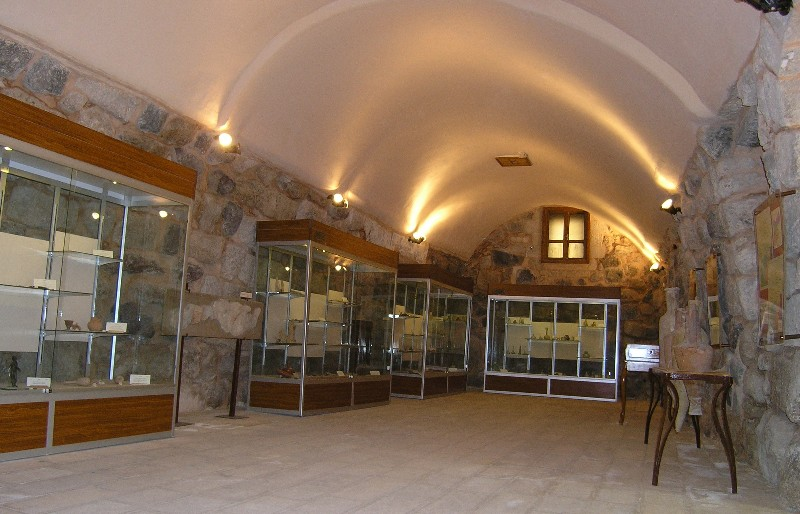
Кераміка бронзової доби, представлена в Ірбідському археологічному музеї

Археологічні знахідки та могили, виявлені в околицях Ірбіду, наштовхують на думку, що місто було заселене ще за ранньої бронзової доби. За розрахунками, фрагменти кераміки та настінні камені, знайдені в Телль-Ірбіді, були виготовлені близько 3200 року до нашої ери.
В елліністичний період Ірбід, що тоді був великим торговим центром, назвивався Арабелла або Арбіла Декаполіська за назвою об'єднання міст, яке існувало в І столітті до н. е. — ІІ столітті н. е. Місто також згадується і в Старому Заповіті (Ос. 10:14) як Вет-Арбе́л (переклад Огієнка), Бет-Арбел (переклади Хоменка та Філарета), Бет-Арбель (переклад Куліша) або Єроваал (переклад Турконяка).
До появи ісламу Арабелла була відома завдяки місцевим винам, що вважалися одними з найкращими в стародавньому світі. Територія регіону мала надзвичайно родючий ґрунт, що разом з помірним кліматом сприяло вирощуванню високоякісного винограду.
Після ісламського завоювання місто опинилося під владою Халіфату та стало називатися Ірбід. У той же час воно перейшло від виготовлення вина до виробництва оливкової олії та вирощування пшениці.
У 1596 році місто з'явилося в османському дефтері (податковому реєстрі) під назвою Ірбід, що відносилося до нахії (району) Бані-Джухма в санджаку Хавран. Тодішнє населення Ірбіду складалося з 72 сімей та 35 неодружених чоловіків, усі з яких були мусульманами. Селяни сплачували фіксовану податкову ставку в розмірі 25 % на сільськогосподарську продукцію, що загалом становила 38 116 акче.

## Сучасність
Сьогодні в Ірбіді поєднується яскравий близькосхідний колорит та нічне життя університетського міста. Ірбід має чотири великі університети: Університет Ярмук, Йорданський науково-технічний університет, Ірбідський національний університет та Університет Джадара. До того ж, в Ірібді розташовані два кампуси Університету прикладних наук Ель-Балки та декілька приватних коледжів. Університетська вулиця, яка проходить західною межею кампуса Університета Ярмук, є популярною з-поміж місцевих жителів та іноземців, оскільки на ній розташовані численні кафе та ресторани, що працюють аж до пізньої ночі.
Хоча Ірбід не входить до числа найпопулярніших туристичних напрямків країни, він має два відомих музеї: Музей спадщини Йорданії та Йорданський музей природної історії, обидва з яких розташовані на території університету Ярмук. Варто зазначити, що вдале розташування Ірбіду на півночі Йорданії робить його зручною відправною точкою для відвідування долини річки Йордан, Умм-Кайсу, Капітоліди, Пелли, Аджлуну, Умм-ель-Джималя та поїздок до сусідньої Сирії.

## Міста-побратими
- Газіантеп, Туреччина[13]
- Чженчжоу, Китай[14]